# Kwas sorbowy
Kwas sorbowy, kwas sorbinowy (E200) – organiczny związek chemiczny z grupy nienasyconych kwasów karboksylowych. Po raz pierwszy został otrzymany poprzez ekstrakcję z owoców jarzębiny (Sorbus aucuparia), skąd pochodzi jego nazwa. Dziś na skalę przemysłową uzyskuje się go syntetycznie.
Dopuszczalne dzienne spożycie wynosi 25 mg/kg masy ciała.

## Właściwości
Kwas sorbowy i jego sole hamują rozwój pleśni i drożdży w pH 3–6, natomiast wykazują ograniczone działanie w stosunku do bakterii, szczególnie bakterii kwasu mlekowego, co sprawia, że kwas sorbowy jest bardzo użyteczny przy produkcji serów. Właściwości konserwujące wzrastają w obecności soli kuchennej, cukru, kwasu propionowego, nizyny i fosforanów. Mechanizm działania polega na hamowaniu aktywności enzymów, głównie dehydrogenaz, ale także katalazy, peroksydazy i niektórych enzymów zawierających grupy −SH. Kwas sorbowy jest skuteczny tylko w niskim pH, w stanie niezdysocjowanym. Jest on bardziej efektywny w działaniu od kwasu benzoesowego i propionowego.
W organizmie ulega β-oksydacji. W badaniach na szczurach stwierdzono, że kwas ten, podawany z dietą, powodował powiększenie masy wątroby, bez zmian histopatologicznych.

## Zastosowanie
Stosowany jako konserwant (lemoniada, sok cytrynowy, wino, cydr) oraz środek utrzymujący wilgotność (sery, serniki, mrożona pizza, owocowe nadzienia do ciast, syropy czekoladowe, a także sałatki owocowe, wyroby cukiernicze, pieczywo, skorupiaki). Poza przemysłem spożywczym dodaje się go do kosmetyków, płynów do płukania jamy ustnej, past do zębów oraz różnych maści (na przykład dentystycznej).

## Zagrożenia
Uważa się, że jest nieszkodliwy dla zdrowia, choć dość często powoduje reakcje alergiczne (kontaktowe zapalenie skóry, rumień oraz inne podrażnienia skóry, a także astmę), jednak najczęściej dotyczą one kontaktu bezpośredniego ze skórą, natomiast rzadziej po przyjęciu doustnie, prawdopodobnie ze względu na szybki rozkład metaboliczny w organizmie człowieka.